# Indecent Proposal
Indecent Proposal es una película estadounidense de 1993, dirigida por Adrian Lyne. Protagonizada por Robert Redford, Demi Moore y Woody Harrelson en los papeles principales. Basada en la novela homónima de Jack Engelhard.
Desde su estreno fue un filme controvertido por su tema, por lo que logró una gran taquilla. 

## Argumento
Un matrimonio joven compuesto por un arquitecto y una bella mujer atraviesa apuros económicos con vistas a perder su vivienda. Deciden con sus pocos ahorros acudir al casino para probar suerte y multiplicar su dinero. Al principio consiguen ganar bastante dinero, pero más tarde pierden casi todo lo ganado anteriormente. El atractivo y millonario John Cage interpretado por Robert Redford, que también se encuentra en el casino, se encapricha con la mujer (se enamora) y ofrece al matrimonio un millón de dólares por pasar una noche con ella. 
Lo que al principio parece que iba a solucionar todos los problemas económicos de los protagonistas, complica todas las cosas y acaba por colocar el matrimonio en un vórtice destructivo.
La historia está basada en una comedia de Emilio Romero titulada "Verde Doncella" en la que se basó una película de 1968 dirigida por Rafael Gil y protagonizada por Sonia Bruno, Juanjo Menéndez y Antonio Garisa.

## Reparto
- Woody Harrelson como David Murphy
- Demi Moore como Diana Murphy
- Robert Redford como John Gage
- Seymour Cassel como Mr. Shackleford
- Oliver Platt como Jeremy
- Billy Bob Thornton como Day Tripper
- Rip Taylor como Señor Langford
- Billy Connolly como Auction M.C.
- Sheena Easton como ella misma
- Herbie Hancock como él mismo

## Recepción

### Crítica
Indecent Proposal recibió reseñas negativas de parte de la crítica y mixtas de la audiencia. En el portal de internet Rotten Tomatoes, la película posee una aprobación de 34%, basada en 47 reseñas, con una calificación de 4.8/10, mientras que de parte de la audiencia ha recibido una aprobación de 47%, basada en 46 295 votos, con una calificación de 3.2/5
La página Metacritic le ha dado a la película una puntuación de 35 de 100, basada en 17 reseñas, indicando "reseñas generalmente desfavorables". Las audiencias de CinemaScore le han dado una "B-" en una escala de A+ a F, mientras que en el sitio IMDb los usuarios le han dado una puntuación de 6.0/10, sobre la base de 72 478 votos. En la página web FilmAffinity la cinta tiene una calificación de 5.1/10, basada en 16 833 votos.

### Premios
- Premio MTV Movie Award 1994: al mejor beso cinematográfico (Demi Moore y Woody Harrelson).
- Premio BMI 1994: a John Barry
- Premio Golden Screen 1993: a Universal International Pictures (distribuidora en Alemania).
- También recibió el controvertido Premio Razzie 1994: A la peor película, al peor guion y al peor actor secundario (Woody Harrelson).